# Herinneringsmedaille aan de hulpverlening tijdens de overstromingen in het Saalegebied
De Herinneringsmedaille aan de hulpverlening tijdens de overstromingen in het Saalegebied (Duits: Erinnerungsmedaille an die Hilfeleistung bei der Überschwemmung im Saalegebiet 1890) was een in 1890 ingestelde onderscheiding van het kleine Duitse hertogdom Saksen-Altenburg.
De medaille werd door de regerende hertog Ernst I van Saksen-Altenburg ingesteld en was bestemd voor allen die zich hadden ingezet tijdens de overstroming van de rivier de Saale.
De vergulde bronzen medaille draagt op de voorzijde de kop van Ernst I met het rondschrift ERNST HERZOG VON SACHSEN ALTENBURG.
Men droeg de medaille aan een lint op de linkerborst.